# Tërpan
Tërpan là một xã trong quận Berat thuộc hạt Berat, Albania. Dân số năm 2005 là 3685 người.